# Schavener Heide
Schavener Heide este o arie protejată (arie specială de conservare — SAC, sit de importanță comunitară — SCI) din Germania întinsă pe o suprafață de 67,11 ha, integral pe uscat.

## Localizare
Centrul sitului Schavener Heide este situat la coordonatele 50°37′10″N 6°40′41″E / 50.6194°N 6.6781°E.

## Înființare
Situl Schavener Heide a fost declarat sit de importanță comunitară în martie 2001 pentru a proteja un număr necunoscut de specii din flora spontană și fauna sălbatică aflate în arealul zonei. Situl a fost protejat și ca arie specială de conservare în decembrie 2004.

## Biodiversitate
Situată în ecoregiunea continentală, aria protejată conține 1 habitat natural: Pajiști uscate europene.
La baza desemnării sitului se află un număr nedeclarat de specii protejate.